# Бранфорд (Флорида)
Бранфорд (англ. Branford) — місто (англ. town) в США, в окрузі Суванні штату Флорида. Населення — 711 особа (2020).

## Географія
Бранфорд розташований за координатами 29°57′44″ пн. ш. 82°55′32″ зх. д. / 29.96222° пн. ш. 82.92556° зх. д. (29.962162, -82.925571).  За даними Бюро перепису населення США в 2010 році місто мало площу 2,59 км², уся площа — суходіл.

## Демографія
Згідно з переписом 2010 року, у місті мешкало 712 осіб у 277 домогосподарствах у складі 185 родин. Густота населення становила 275 осіб/км².  Було 347 помешкань (134/км²).
Расовий склад населення:
| - 80,2 % — білих - 6,9 % — чорних або афроамериканців - 1,7 % — азіатів - 0,8 % — корінних американців - 0,7 % — вихідців з тихоокеанських островів - 6,3 % — осіб інших рас |

До двох чи більше рас належало 3,4 %. Частка іспаномовних становила 13,2 % від усіх жителів.
За віковим діапазоном населення розподілялося таким чином: 28,7 % — особи молодші 18 років, 57,7 % — особи у віці 18—64 років, 13,6 % — особи у віці 65 років та старші. Медіана віку мешканця становила 32,9 року. На 100 осіб жіночої статі у місті припадало 94,5 чоловіків;  на 100 жінок у віці від 18 років та старших — 80,8 чоловіків також старших 18 років.
Середній дохід на одне домашнє господарство  становив 51 823 долари США (медіана — 32 604), а середній дохід на одну сім'ю — 45 893 долари (медіана — 36 458). Медіана доходів становила 27 500 доларів для чоловіків та 30 500 доларів для жінок. За межею бідності перебувало 28,2 % осіб, у тому числі 32,4 % дітей у віці до 18 років та 12,8 % осіб у віці 65 років та старших.
Цивільне працевлаштоване населення становило 321 особа. Основні галузі зайнятості: сільське господарство, лісництво, риболовля — 22,7 %, роздрібна торгівля — 17,8 %, освіта, охорона здоров'я та соціальна допомога — 15,0 %.